# Tom Meeusen
Tom Meeusen (* 7. November 1988 in Brasschaat) ist ein belgischer Radrennfahrer, der vorwiegend im Cyclocross aktiv ist.

## Werdegang
Tom Meeusen wurde 2004 in der Jugend belgischer Cyclocross-Meister seiner Altersklasse. Als Junior gewann er in den beiden folgenden Jahren den belgischen Meistertitel im Mountainbike-Cross Country. Außerdem gewann er bei den Cyclocross-Weltmeisterschaften 2006 die Bronzemedaille. In der U23 gewann er weitere belgische Meistertitel in beiden Disziplinen. Insbesondere war er der führende U23-Fahrer während seiner letzten Saison in dieser Altersklasse, 2009/2010: Er holte die Gesamtsiege in den drei Serien Weltcup, Superprestige und Trofee, hinzu kamen Medaillen bei Welt- und Europameisterschaften.
Im Elitebereich gewann er in den nächsten Jahren eine Reihe hochrangiger Rennen. Darunter befanden sich bis 2015 zwei Läufe des Weltcups und sieben in Superprestige und Trofee; bei den meisten anderen Rennen war er unter den besten Zehn. Sein bestes Ergebnis bei Elite-Weltmeisterschaften war der vierte Platz 2012. Er war als technisch versierter Fahrer bekannt, der sich auf vereisten Parcours auszuzeichnen wusste und bei den Cyclocross Masters in Waregem des Öfteren den Hochsprung-Wettbewerb gewann. Im Sommer bestritt er Straßenrennen und gewann 2011 eine Etappe der Serbien-Rundfahrt.
Anfang 2015 geriet Meeusen in Verdacht, während seiner Laufbahn gegen die Dopingbestimmungen verstoßende Ozontherapien vorgenommen zu haben, und wurde vom belgischen Verband aus dem Aufgebot für die Weltmeisterschaften gestrichen. Meeusen erhob hiergegen erfolgreich Klage und wurde später in der Angelegenheit freigesprochen.
Ab 2017 ließen Meeusens Resultate nach; er wurde nicht mehr für die Nationalmannschaft aufgestellt und verließ das Fidea Cycling Team, für das er über zehn Jahre gefahren war. Er wechselte er zur Mannschaft Corendon-Circus, konnte aber nicht mehr an seine vorherigen Ergebnisse anschließen. Ab 2020 war er für mehrere andere Teams aktiv. 2021 gewann er im niederländischen Oisterwijk zum ersten Mal nach fünf Jahren ein Profirennen, das bislang letzte seiner Karriere.

## Erfolge

### Cyclocross
2005/2006
 Weltmeisterschaften (Junioren)
Weltcup (Junioren) – Kalmthout
2007/2008
 Belgischer Meister (U23)
2009/2010
 Europameisterschaften (U23)
 Weltmeisterschaften (U23)
Weltcup (U23) – Gesamtwertung / Zolder, Roubaix
2010/2011
Weltcup – Kalmthout
Superprestige – Gieten
2011/2012
Superprestige – Hoogstraten
GvA Trofee – Lille
2013/2014
Weltcup – Nommay
Superprestige – Middelkerke
Bpost Bank Trofee – Oudenaarde
2014/2015
Superprestige – Ruddervoorde
2015/2016
Bpost Bank Trofee – Loenhout

### Mountainbike
2005
 Belgischer Meister (Junioren) - Cross Country
2006
 Belgischer Meister (Junioren) - Cross Country
2009
 Belgischer Meister (U23) - Cross Country

### Straße
2011
- eine Etappe Serbien-Rundfahrt